# Bit.ly
Bitly是一个提供縮略網址服務的網站。
bit.ly在Twitter等微博客站点上很流行。2009年5月6日，bit.ly代替TinyURL，一度成为了Twitter的默认縮略網址服務。因为bit.ly的出现，一些小型的縮略網址服務站点，如Tr.im等，因无法与之抗衡而关闭。
bit.ly向用户提供了查看被缩短網址的点击量等统计，也借此推出了bitly.tv以统计社会化网络上分享的在线视频的热门程度。
2010年10月12日，bit.ly声明用户可以自己生成QR码，当可读取QR码的移动设备扫描时，将自动把用户重定向到原来的网址。
最初，使用bit.ly缩短后的网址是以bit.ly作为域名，随后bit.ly推出了j.mp以节省两个字符。接着bit.ly又推出了bit.ly Pro，允许用户自定义缩短网址的域名，例如foursquare使用 4sq.com；NPR使用了n.pr；百事使用了pep.si；甚至美国政府都使用了1.usa.gov作为bit.ly Pro的域名。这些公司可以使用自己的域名来发布Twitter消息，甚至可以让别的bit.ly用户发送链接时也自动缩短为bit.ly pro的域名。目前，bit.ly pro免费版已被并入bit.ly，成为了所有用户都可直接设置的功能，而bit.ly Enterprise继续以一年995美金的价格对公司开放。
任何bit.ly短URL的地址都可以通过在最后加入一个加号“+”来查看点击数和预览原始URL。
「.ly」是利比亚的国家及地区顶级域名，在利比亚局勢不稳定期间，bit.ly解释由于.ly域名在利比亚之外拥有DNS根服务器，万一利比亚断开国际互联网，bit.ly仍可正常工作。